# Tour de Loir-et-Cher
El Tour de Loir-et-Cher (oficialmente:Tour du Loir et Cher E Provost) es una carrera ciclista por etapas francesa disputada en Loir-et-Cher. Creada por la AAJ Blois.
Su primera edición tuvo lugar en julio de 1960 y estaba compuesta por dos etapas. A partir de 1961 se organizó en abril con formato de tres etapas, después pasarían a cuatro a partir de 1975. El formato en cinco etapas es adoptado a partir de 1985. En 2005, el calendario internacional sufre una reforma con motivo de la creación del UCI ProTour y de los Circuitos Continentales UCI. El Tour de Loir-et-Cher forma parte del UCI Europe Tour en categoría 2.2 (última categoría del profesionalismo) por consiguiente pueden participar los equipos continentales profesionales franceses, los equipos continentales, y los equipos nacionales o regionales. Los UCI ProTeams no pueden participar.

## Palmarés
| Año       | Ganador                  | Segundo                | Tercero                 |
| --------- | ------------------------ | ---------------------- | ----------------------- |
| 1960      | Raymond Sallé            | Eugene Huet            | Courson                 |
| 1961      | Jean-Claude Lebaube      | Claude Primont         | Jean Danguillaume       |
| 1962      | Jack André               | Bernard Herrgott       | Gerard Lemusiaux        |
| 1963      | René Heuvelmans          | Georges Vandenberghe   | Claude Gabard           |
| 1964      | Maurice Benet            | Guido Reybrouck        | Ian Moore               |
| 1965      | Albert Van Vlierberghe   | Donaat Himpe           | Michel Guyot            |
| 1966      | Félix Le Buhotel         | Christian Biville      | André Desvages          |
| 1967      | Jean-Claude Genty        | Bernard Vanderlinde    | François Quillon        |
| 1968      | Bernard Dupuch           | Jacques Botherel       | Andre Froimond          |
| 1969      | Jean-Pierre Danguillaume | Paul Craprez           | Jean-Pierre Boulard     |
| 1970      | Alain Nogues             | Zygmunt Hanusik        | Jean-Louis Danguillaume |
| 1971      | Jean-Pierre Guitard      | Wim Kellenaers         | Jean-Louis Danguillaume |
| 1972      | Zygmunt Hanusik          | Ryszard Szurkowski     | Zbigniew Krzeszowiec    |
| 1973      | Patrick Béon             | Michel Pollentier      | Mieczysław Nowicki      |
| 1974      | Hubert Arbes             | Luc Leman              | Robert Thalmann         |
| 1975      | Jan Brzeźny              | Henk Mutsaars          | Ryszard Szurkowski      |
| 1976      | Gerrie van Gerwen        | Christian Poirier      | Henk Mutsaars           |
| 1977      | Michel Zucarelli         | Alain Mas              | Didier Ramel            |
| 1978      | Gérard Le Dain           | Pascal Herledan        | Patrice Thévenard       |
| 1979      | Michel Larpe             | Mark Pringle           | Guardelli               |
| 1980      | Leon Dejits              | Ad Wijnands            | Frank Moons             |
| 1981      | Jan Jankiewicz           | Alain Bizet            | Wim Jennen              |
| 1982      | Yuri Petrov              | Falk Boden             | Viktor Manakov          |
| 1983      | Mario Hernig             | Bernd Dittert          | Andrzej Mierzejewski    |
| 1984      | Jörg Stein               | Richard Trinkler       | Heinz Imboden           |
| 1985      | Jörg Stein               | Ladislav Ferebauer     | Franck Kuhn             |
| 1986      | Leszek Stepniewski       | Sławomir Krawczyk      | Marek Leśniewski        |
| 1987      | Sergei Uslamin           | Sergei Zmievskov       | Igor Sumnikov           |
| 1988      | Olaf Jentzsch            | Zbigniew Piątek        | Roman Lyson             |
| 1989      | Guido Fulst              | Sébastien Flicher      | Jozef Regec             |
| 1990      | Eric Knuvers             | Bert Dietz             | Christophe Faudot       |
| 1991      | Nicolas Aubier           | Czesław Rajch          | Valère Fillon           |
| 1992      | Jean-Christophe Currit   | Stéphane Boury         | Gilles Maignin          |
| 1993      | Denis Marie              | Laurent Roux           | Christophe Leroscouet   |
| 1994      | Carlo Meneghetti         | Stéphane Boury         | Didier Faivre Péret     |
| 1995      | Denis Marie              | Stéphane Barthe        | Guennadi Mikhailov      |
| 1996      | Christophe Paulvé        | Arnaud Auguste         | Sébastien Guénée        |
| 1997      | Stéphane Bourry          | Torsten Nitsche        | Arnaud Chauveau         |
| 1998      | Frédéric Pontier         | Coen Boerman           | Philippe Mauduit        |
| 1999      | Thor Hushovd             | Denis Dugouchet        | Gabriel Rasch           |
| 2000      | Gisle Vikoyr             | Carlo Meneghetti       | Gabriel Rasch           |
| 2001      | Rudolph Wentzel          | Eric Baumann           | Dimitri De Fauw         |
| 2002      | Samuel Gicquel           | Philippe Gilbert       | Lars Breiseth           |
| 2003      | Hervé Duclos-Lassalle    | David Boucher          | Morten Christiansen     |
| 2004      | Tom Stubbe               | Nicolas Roche          | Fumiyuki Beppu          |
| 2005      | Marc de Maar             | Matej Stare            | Hans Dekkers            |
| 2006      | Jacob Moe Rasmussen      | Mariusz Wiesiak        | Jérôme Bonnace          |
| 2007      | Alexandre Blain          | Mitja Mahorič          | Petr Benčík             |
| 2008      | Christofer Stevenson     | Eladio Sánchez         | Jos Pronk               |
| 2009      | Dmytro Kosyakov          | Vincent Dauga          | Sven Vandousselaere     |
| 2010      | Mikhail Antonov          | Benjamin Verraes       | Tino Thömel             |
| 2011      | Anthony Saux             | Pierre-Luc Périchon    | Corentin Maugé          |
| 2012      | Andrey Solomennikov      | Julian Kern            | Rolf Nyborg Broge       |
| 2013      | Tino Thömel              | Timothy Dupont         | Vegard Breen            |
| 2014      | Graham Briggs            | Rasmus Mygind          | Troels Vinther          |
| 2015      | Romain Cardis            | Dennis Bakker          | Alexander Wetterhall    |
| 2016      | Patrick Schelling        | Jonas Aaen Jørgensen   | Russell Downing         |
| 2017      | Alexander Kamp           | Troels Vinther         | Rasmus Guldhammer       |
| 2018      | Asbjørn Kragh Andersen   | Emil Vinjebo           | Josef Černý             |
| 2019      | Jan Bárta                | Julius Johansen        | Stef Krul               |
| 2020-2021 | No se disputó            | No se disputó          | No se disputó           |
| 2022      | Michael Kukrle           | Jeppe Aaskov Pallesen  | Valentin Retailleau     |
| 2023      | Tim Marsman              | Callum Macleod         | Warre Vangheluwe        |
| 2024      | Emil Toudal              | Steffen De Schuyteneer | Axel van der Tuuk       |
| 2025      | Niklas Larsen            | Tim Marsman            | Silas Koech             |

## Palmarés por países
| País                    | Victorias |
| ----------------------- | --------- |
| Francia                 | 28        |
| Unión Soviética y Rusia | 6         |
| Alemania                | 6         |
| Dinamarca               | 5         |
| Polonia                 | 4         |
| Países Bajos            | 4         |
| Bélgica                 | 3         |
| Noruega                 | 2         |
| República Checa         | 2         |
| Sudáfrica               | 1         |
| Suecia                  | 1         |
| Reino Unido             | 1         |
| Suiza                   | 1         |